# Walther Wäldele
Walther Wäldele (* 3. April 1921 in Dortmund; † 28. Dezember 2003) war ein deutscher Politiker (SPD).
Wäldele war von 1951 bis 1964 sowohl Vorsitzender als auch Geschäftsführer des Bezirks Karlsruhe der Gewerkschaft ÖTV. 1956 wurde er in den Stadtrat gewählt, dieser wählte ihn 1963 zum Bürgermeister, 1965 als Nachfolger von Emil Gutenkunst zum Ersten Bürgermeister der Stadt Karlsruhe. Diesen Posten hatte er bis 1983 inne, als ihm Gerhard Seiler nachfolgte. Am 17. Oktober 1961 rückte er für Alex Möller in den Landtag von Baden-Württemberg nach. Bei der Landtagswahl 1964 konnte er das Direktmandat im Wahlkreis Karlsruhe-Stadt I verteidigen, legte es aber am 4. März 1966 nieder, weil er zum 1. Bürgermeister von Karlsruhe gewählt worden war und für ihn Exekutive und Legislative in einer Person vereint den Grundsätzen der Gewaltenteilung widersprach. Seine Nachfolgerin im Landtag war Hanne Landgraf. 1970 trat er für das Amt des Oberbürgermeisters der Stadt Karlsruhe an, unterlag jedoch Otto Dullenkopf. Bereits 1951 gründete er den Stadtjugendausschuss der Stadt Karlsruhe, zu dessen 1. Vorsitzenden er bei dessen Konstituierung gewählt wurde. Von 1970 bis 1986 war er Vorsitzender des Kreisvereins des Roten Kreuzes, ferner war er Ehrensenator der Fachhochschule Karlsruhe. Für seine Verdienste wurden ihm 1983 die Ehrenmedaille der Stadt Karlsruhe und 1982 die Verdienstmedaille des Landes Baden-Württemberg verliehen. Zu seinen besonderen und nachhaltigen Lebensleistungen gehört die Errichtung der Jugendfreizeit- und Bildungsstätte in Baerenthal in den Nordvogesen im Département Moselle, was mit der Kriegsgräberpflege 1956 begann. Bereits 1962 wurde der Stadtjugendausschuss offiziell als Verein anerkannt, also noch vor dem deutsch-französischen Élysée-Vertrag. 1966 wurde er Präsident des Kuratoriums dieser Jugendfreizeitstätte in Frankreich. 
1973 erhielt Wäldele das Bundesverdienstkreuz I. Klasse, 1979 den französischen Orden des Chevalier des Palmes Académiques. und 1989 die Medaille d`Honneur de la Commune Baerenthal. Schließlich wurde die Zufahrtsstraße zur Jugendfreizeitstätte zur Rue Walther Wäldele, eine weitere Auszeichnung war 1981 die Henri-Dunant-Medaille.